# Peter van Elswyk
Peter Jason A. van Elswyk (auch geschrieben: Peter van Elswijk) (* 10. Mai 1974 in Hamilton, Ontario) ist ein ehemaliger kanadischer Basketballspieler. 

## Laufbahn
Nach dem Studium in den Vereinigten Staaten versuchte sich der kanadische Nationalspieler als Profi in Europa, wozu er die niederländische Staatsbürgerschaft seiner Vorfahren annahm, da er so von den Änderungen in Folge der Bosman-Entscheidung profitierte. In den höchsten europäischen Spielklassen reichte es meist nur zu Kurzzeitverträgen, so dass van Elswyk in der Regel nur wenige Einsätze für einen Verein verbuchen konnte, darunter auch vier Einsätze für die Haribo Towers aus London in der neu geschaffenen EuroLeague als höchstrangigem europäischen Vereinswettbewerb. Ende November 2000 nahm van Elswyk ein Angebot des damaligen Erstligisten BCJ Tigers aus Hamburg an. Er erhielt einen Vertrag mit einer Laufzeit von einem Monat. Van Elswyk, zu dessen Stärken der Rebound und das Spiel mit dem Rücken zum Korb zählten, blieb bis zum Auslaufen des Vertrags in Hamburg, konnte in der deutschen Basketball-Bundesliga aber nicht überzeugen. Die meiste Aufmerksamkeit erregte jedoch ein Vorfall abseits der Meisterschaftsspiele, als van Elswyk von seinem Mannschaftskameraden Duane Woodward im Training mit Schlägen traktiert wurde und mit Gesichtsverletzungen im Krankenhaus behandelt werden musste. Woodward, Topscorer der Hamburger Mannschaft, wurde daraufhin entlassen. Van Elswyk wechselte noch im Laufe der Saison 2000/01 zum Ligakonkurrenten Stadtsport Braunschweig, bestritt elf Partien für die Niedersachsen (1,1 Punkte/Spiel) und erreichte mit der Mannschaft das Bundesliga-Viertelfinale. Anschließend war van Elswyk noch in der zweithöchsten italienischen Liga Legadue und der „English Basketball League“ aktiv, die unterhalb der British Basketball League ebenfalls die zweithöchste nationale Spielklasse darstellt. Später spielte van Elswyk noch in der unterklassigen italienischen Serie C regionale für verschiedene Vereine aus den Abruzzen.